# Anton Nikolajewitsch Konowalow
Anton Nikolajewitsch Konowalow (russisch Антон Николаевич Коновалов; * 18. Januar 1985 in Chabarowsk) ist ein ehemaliger russischer Skirennläufer. Er startete in allen Disziplinen und nahm an drei Weltmeisterschaften sowie den Olympischen Winterspielen 2006 teil, blieb im Welt- und Europacup aber ohne Resultat.

## Karriere
Anton Konowalow nahm ab Januar 2001 an FIS-Rennen teil und erreichte im Dezember desselben Jahres als Zweiter des Slaloms von Absakowo seinen ersten von insgesamt sieben Podestplätzen. Auch außerhalb seines Heimatlandes erzielte er gute Resultate, unter anderem mit einem dritten Platz im Slalom von Oberjoch im Januar 2004. Nach weiteren Top-10-Ergebnissen in FIS-Rennen sowie bei den russischen Meisterschaften wurde Konowalow für die Weltmeisterschaften 2003 in St. Moritz nominiert. Dort startete er im Slalom, im Riesenslalom und im Super-G, kam aber nur im Riesenslalom als 44. ins Ziel. Bei seiner zweiten WM-Teilnahme 2005 in Bormio bestritt er den Slalom, wo er 25. wurde, und den Riesenslalom, in dem er jedoch ausfiel. Bei den Juniorenweltmeisterschaften, an denen er von 2002 bis 2005 teilnahm, waren seine besten Ergebnisse der 19. Platz im Slalom 2004 und der 26. Platz im Slalom 2005. Bessere Resultate gelangen ihm bei den Universiaden, an denen er dreimal teilnahm. War 2003 in Tarvis noch ein 20. Platz im Riesenslalom sein bestes Ergebnis gewesen, gewann er zwei Jahre später bei der Universiade 2005 in Innsbruck die Bronzemedaille im Super-G und wurde zudem Zehnter in der Abfahrt. Ein weiteres Top-10-Ergebnis gelang ihm mit Platz acht im Super-G bei der Universiade 2007 in Bardonecchia.
Im Winter 2003/04 bestritt Konowalow seine ersten drei Rennen im Europacup, kam aber in keinem dieser Slaloms in die Wertung. Weitere Europacupstarts folgten vorerst nicht, dafür startete er am 23. Oktober 2005 im Riesenslalom von Sölden zum ersten und einzigen Mal in einem Weltcuprennen, bei dem er als 58. des ersten Durchganges die Qualifikation für den zweiten Lauf allerdings um fast vier Sekunden verfehlte. Vier Monate nach diesem Weltcupstart nahm er als einer von fünf russischen Herren an den Olympischen Winterspielen 2006 in Turin teil. Konowalow erzielte den 29. Platz im Slalom – bei dem er als einziger seines Landes in die Wertung kam – und Rang 42 im Super-G, fiel aber in der Kombination aus. In der Saison 2006/07 kam er wieder zu einigen Europacupeinsätzen, blieb aber erneut in allen Rennen ohne zählbares Resultat. Zu seinem letzten Großereignis wurde die Weltmeisterschaften 2007 in Åre. In den erstmals ausgetragenen Qualifikationsrennen gelang ihm sowohl im Slalom als auch im Riesenslalom die Qualifikation für die Hauptbewerbe, bei denen er aber nur im Riesenslalom als 34. ins Ziel kam und im Slalom ausschied. Er nahm auch an der Super-Kombination teil, wo er 30. wurde, und am Super-G, den er auf Platz 50 beendete. Seine letzten FIS-Rennen bestritt Konowalow im November 2007.

## Sportliche Erfolge

### Olympische Winterspiele
- Turin 2006: 29. Slalom, 42. Super-G

### Weltmeisterschaften
- St. Moritz 2003: 44. Riesenslalom
- Bormio 2005: 35. Slalom
- Åre 2007: 30. Super-Kombination, 34. Riesenslalom, 50. Super-G

### Juniorenweltmeisterschaften
- Tarvisio 2002: 46. Super-G
- Briançonnais 2003: 37. Riesenslalom, 50. Super-G, 65. Abfahrt
- Maribor 2004: 19. Slalom, 55. Super-G, 60. Abfahrt
- Bardonecchia 2005: 26. Slalom, 42. Super-G, 70. Abfahrt

### Weitere Erfolge
- Bronzemedaille im Super-G bei der Universiade 2005